# Sunshine (Irving Berlín)
Pour les articles homonymes, voir Sunshine.
Clip vidéo
[vidéo] « Paul Whiteman's Rhythm Boys - Sunshine », sur YouTube
[vidéo] « Avalon Jazz Band - Sunshine », sur YouTube
Sunshine (ensoleillement, en anglais) est un standard de jazz américain, de l'auteur-compositeur Irving Berlin,, enregistré en single en 1928 chez RCA Victor par The Paul Whiteman's Rhythm Boys (en) (composé de Al Rinker, Bing Crosby, et Harry Barris (en)), un des premiers succès de Bing Crosby. 

## Histoire

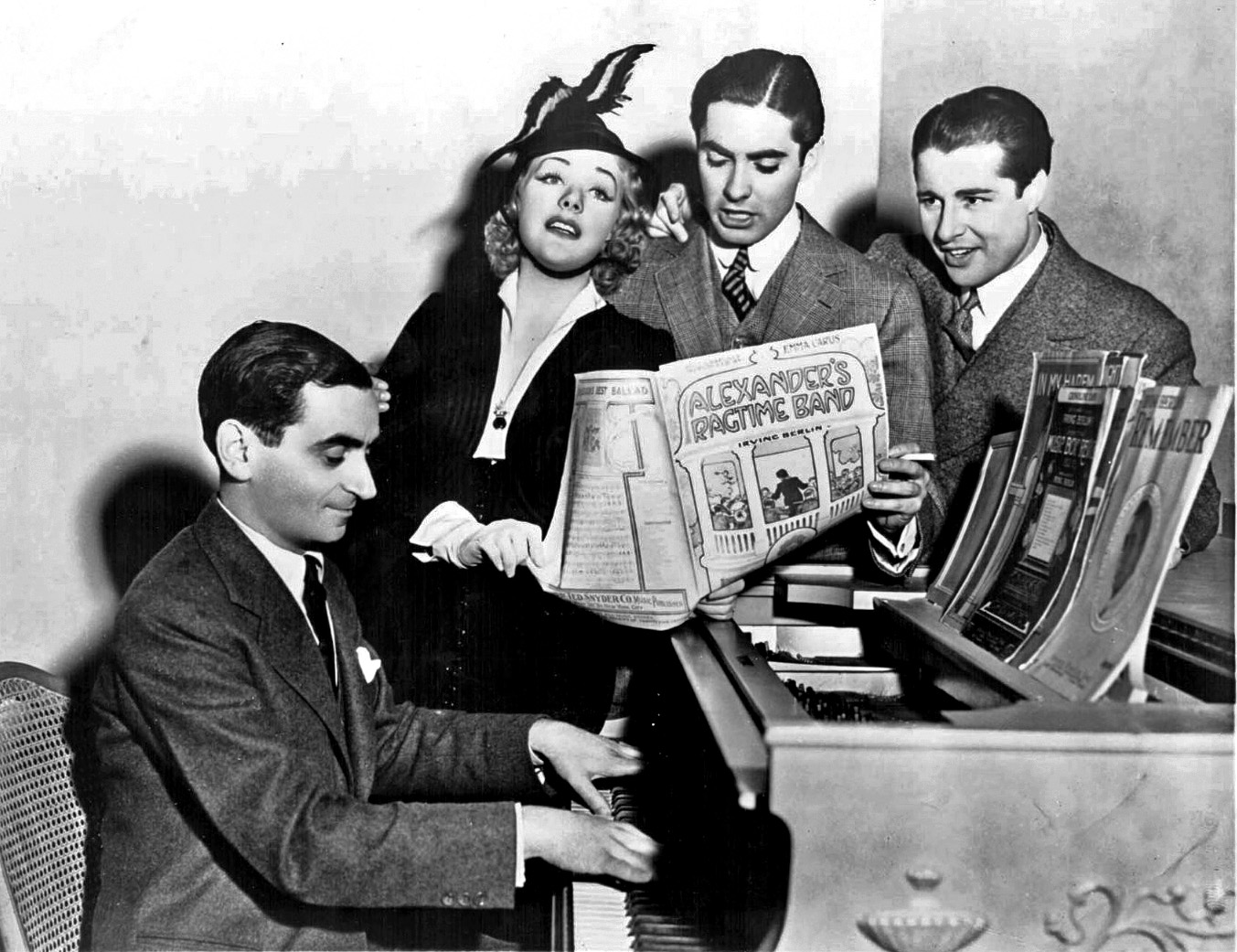
Irving Berlin au piano, en 1938.

Irving Berlin écrit et compose cette chanson de l'ère du jazz en 1928 « Chasse le blues, trouve un endroit ensoleillé, va peindre ton visage avec du soleil, paye tes factures de médecin, puis jette tes pilules, tu peux soigner tes maux, avec le soleil... ». Le chef d'orchestre Paul Whiteman l'enregistre avec son big band jazz, et les voix en close harmony des The Rhythm Boys (en) (composé de Bing Crosby, Al Rinker et Harry Barris (en)), un des premiers succès de Bing Crosby, alors âgé de 25 ans, avant sa longue carrière de crooner en solo. 

## Reprises et adaptations
Ce standard de jazz est repris par de nombreux interprètes, dont Avalon Jazz Band...   